# Erich Rudorffer
Erich Rudorffer (Zwochau, 1º novembre 1917 – Bad Schwartau, 8 aprile 2016) è stato un aviatore tedesco che prestò servizio nella Luftwaffe durante la seconda guerra mondiale. Asso dell'aviazione, è il settimo miglior pilota tedesco e di sempre con 222 vittorie ottenute in oltre 1.000 missioni di guerra intraprese al fronte occidentale, sul Mediterraneo e al fronte orientale. Fu abbattuto sedici volte.

## Biografia
Erich Rudorffer nacque a Zwochau, in Sassonia, il 1º novembre 1917. Pilota per la Lufthansa, poco dopo lo scoppio della seconda guerra mondiale, precisamente il 1º novembre 1939, venne assegnato con il grado di Oberfeldwebel (maresciallo) alla 2ª squadriglia (Staffel) de I gruppo (Gruppe) del 2º stormo caccia (Jagdgeschwader 2, JG 2), in quel momento situato a Francoforte sul Meno. Ottenne la sua prima vittoria il 14 maggio 1940 sui cieli di Sedan, contro un caccia francese Curtiss Hawk. Nel corso della campagna di Francia ottenne altre otto vittorie.
Nella battaglia d'Inghilterra riuscì ad abbattere dieci aerei avversari. Venne promosso Leutnant (sottotenente) il 2 ottobre 1940 e il 1º maggio 1941 venne decorato con la Croce di Cavaliere della Croce di Ferro. Diventato aiutante del comandante del I Gruppe del JG 2 (I./JG 2) a giugno, in seguito passò al II./JG 2. L'11 novembre fu nominato comandante (Staffelkapitän) della 6ª Staffel (6./JG 2). Raggiunse la 40ª vittoria personale l'8 dicembre contrastando i velivoli della Royal Air Force britannica, alzando il suo record a 45 vittorie durante la battaglia aerea di Dieppe, nell'agosto 1942, abbattendo due caccia Spitfire.
Trasferito assieme all'intero II Gruppe in Tunisia alla fine del 1942, in questo settore Rudorffer aggiunse altre ventuno vittorie al punteggio personale, di cui la metà in sole due missioni: la prima decollando da Kairouan rivendicando l'abbattimento di sei caccia francesi P-40 e due caccia pesanti P-38 statunitensi (i francesi comunque ammisero solo la perdita di tre P-40, mentre l'aviazione statunitense non comunicò perdite tra i P-38), la seconda il 15 febbraio facendo precipitare altri quattro P-38 e tre Spitfire. Rudorffer divenne quindi comandante ad interim del II Gruppe, in sostituzione dell'Hauptmann (capitano) Adolf Dickfeld rimasto ferito in un incidente di volo.
Il II./JG 2 tornò in Francia nell'aprile 1943. Un mese dopo Rudorffer divenne il comandante effettivo (Gruppenkommandeur) del II./JG 2 e, in questa posizione, il 15 maggio abbatté due Spitfire per la sua 74ª e 75ª vittoria. A giugno gli venne ordinato di trasferirsi al fronte orientale, prima in organico al IV./JG 54, poi, in agosto, al II./JG 54, di cui divenne il comandante dopo la morte in combattimento del precedente Gruppenkommandeur, Heinrich Jung, caduto il 30 luglio. L'11 ottobre si aggiudicò sette abbattimenti in sette minuti, che lo portarono alla sua 100ª vittoria aerea. Si superò il 6 novembre, quando in diciassette minuti caddero per mano sua tredici velivoli sovietici. Giunto a quota 134 vittorie il 7 aprile 1944, quattro giorni dopo ricevette le fronde di quercia da aggiungere alla Croce di Cavaliere, ulteriormente arricchita dalle spade il 26 gennaio 1945 in riconoscimento delle 212 vittorie, l'ultima delle quali conseguita il 5 novembre 1944. Il 15 gennaio 1945 intanto Rudorffer era già diventato Gruppenkommandeur del I./JG 7, equipaggiato con i Messerschmitt Me 262 a reazione. Rudorffer finì la guerra con questo aereo, arrivando a un totale di 222 vittorie ottenute in un totale di 302 combattimenti aerei, per complessive mille e oltre missioni di guerra. Nel corso della sua carriera venne abbattuto sedici volte e nove furono le volte in cui fu costretto a lanciarsi col paracadute.
Nel dopoguerra continuò a stare vicino al mondo del volo lavorando come pilota di linea e istruttore di volo.

## Decorazioni e onorificenze

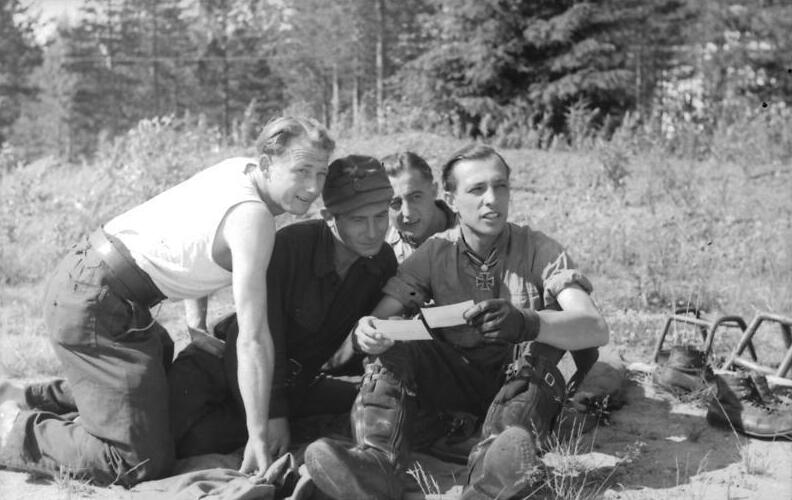
21 giugno 1944, Finlandia: Rudorffer (il primo a destra con al collo la Croce di Cavaliere con fronde di quercia) assieme al suo gregario Kurt Tangermann, di cui è visibile solo la testa dietro agli altri soldati